# Cicurina neovespera
Espèce
Cicurina neovespera est une espèce d'araignées aranéomorphes de la famille des Cicurinidae.

## Distribution
Cette espèce est endémique du Texas aux États-Unis,. Elle se rencontre dans le comté de Bexar dans les grottes Elm Springs Cave et Grubbs Cave no 23.

## Description
La femelle holotype mesure 4,9 mm, les femelles mesurent de 3,6 à 4,9 mm. Cette araignée est anophtalme.
La femelle décrite par Paquin et Dupérré en 2009 mesure 4,23 mm.

## Systématique et taxinomie
Cette espèce a été décrite par Cokendolpher en 2004.

## Publication originale
- Cokendolpher, 2004 : « Cicurina spiders from caves in Bexar County, Texas (Araneae: Dictynidae). » Texas Memorial Museum Speleological Monograph, no 6, p. 13-58.